# Proxima (Raumfahrtmission)
Proxima ist das Motto für eine französische Raumfahrtmission, bei der sich der Raumfahrer Thomas Pesquet im Rahmen der ISS-Expedition 50 sechs Monate lang an Bord der Internationalen Raumstation (ISS) aufhielt. Die Bezeichnung dieser Mission sagt über den Inhalt der Mission relativ wenig aus, es ist aber üblich, dass ESA-Astronauten ihre Mission unter ein individuelles Motto stellen.

## Vorbereitung
Der Ersatz für Pesquet war sein italienischer ESA-Kollege Paolo Nespoli. Pesquet war der einzige seiner Auswahlgruppe, der noch keinen Raumflug absolviert hat.
Pesquet wurde im Mai 2009 offiziell beim Europäischen Astronautenkorps als Raumfahrer ausgewählt. Bei der Mission Sojus TMA-18M war er Ersatzmann für seinen dänischen Kollegen Andreas Mogensen, der zusammen mit dem Kasachen Aidyn Aimbetow eine 10-tägige „Taxi“-Mission auf der ISS absolvierte.
Am 10. Februar 2015 wurde bekannt gegeben, dass Pesquet im Rahmen der ISS-Expedition 50 für einen Langzeitaufenthalt ins All fliegen soll. Daraufhin lancierte die ESA zusammen mit dem Astronauten einen Wettbewerb, bei welchem ein Name für die Mission gesucht wurde. Am 12. November 2015 gab Pesquet den Namen seiner Mission bekannt: Proxima. Pesquet begründete seinen Entscheid damit, dass Proxima der nächste Stern an der Sonne sei. Im Rahmen seiner Mission wolle er den Leuten auf der Erde die Raumfahrt ebenso nahe bringen.

## Missionsverlauf
Pesquet startete mit dem Raumschiff Sojus MS-03 zur ISS. Begleitet wurde er von Oleg Nowizki und Peggy Whitson. Auf der Station traten sie der Expedition 50 bei, zu der auch Kommandant Shane Kimbrough aus den USA und die russischen Bordingenieure Andrei Borissenko und Sergei Ryschikow gehören.
Im April 2017 endete die Expedition 50 und wurde von der  Expedition 51 abgelöst. Während Kimbrough, Borissenko und Ryschikow auf die Erde zurückkehrten, blieb Pesuqet zusammen mit Nowizki und Whitson auf der internationalen Raumstation. Die Raumfahrer begannen die Expedition 51 zunächst zu dritt, bevor am 20. April mit Jack Fischer und Fjodor Jurtschichin die beiden weiteren Mitglieder der Expedition 51 zur ISS flogen.
Am 2. Juni 2017 flog Pesquet zusammen mit Nowizki zurück zur Erde. Mit der Landung in Kasachstan um 14:10 Uhr UTC endete die Mission Proxima offiziell.

## Experimente und Erfolge
Im Rahmen der Mission Proxima führte Pesquet über 60 Experimente durch. Außerdem stellte er zusammen mit der Besatzung von Expedition 50 einen neuen Rekord für die meiste Zeit auf, welche die Astronauten in einer Woche mit wissenschaftlichen Forschungen verbrachten.
Seine Experimente sollten den Wissenschaftlern unter anderem helfen, das menschliche Gehirn besser zu verstehen. Auch das Verhalten der Atome im Weltraum und die Strömungen der Ozeane wurden untersucht. Außerdem absolvierte Pesquet zwei Außenbordeinsätze.